# Wenn am Sonntagabend die Dorfmusik spielt (film 1933)
Wenn am Sonntagabend die Dorfmusik spielt è un film del 1933 diretto da Charles Klein.

## Produzione
Il film fu prodotto dalla Terra-Filmkunst.

## Distribuzione
Distribuito dalla Terra-Filmverleih, uscì nelle sale cinematografiche tedesche il 5 settembre 1933. Venne distribuito in Austria dalla Erwin Schuller & Company mentre negli Stati Uniti, dove uscì l'8 dicembre 1935, la distribuzione fu curata dalla Casino Film Exchange.